# Карпов, Геннадий Александрович
Геннадий Александрович Карпов (род. 25 апреля 1938, Платоновка, Ханкайский район, Уссурийская область, Дальневосточный край) — советский и российский учёный-вулканолог, геолог, доктор геолого-минералогических наук, заслуженный деятель науки РФ, заместитель директора по науке Института вулканологии и сейсмологии ДВО РАН.

## Биография
Родился 25 апреля 1938 года в селе Платоновка Ханкайского района Уссурийской области Дальневосточного края, в семье военнослужащего. Окончил среднюю школу в городе Саратове с золотой медалью.
В 1956—1961 годах учился на Геологическом факультете МГУ.
Начал работать на Паужетской гидротермальной контрольно-наблюдательной научной станции, где под руководством С. И. Набоко изучал физико-химические условия и особенности гидротермального метасоматоза. В 1976 году вышла его монография «Экспериментальное минералообразование в геотермальных скважинах».
В 1991 году он защитил докторскую диссертацию «Субповерхностное ртутно-сурьмяно-мышьяковое оруденение и метасоматоз в современных вулканогенных гидротермальных системах».
В Камчатском государственном техническом университе вёл курс «Общая геология и гидрогеология» (1997—2002), и руководил кафедрой «Экология и природопользование».
Участвовал в международных научных проектах c МАГАТЭ, с Британской Геологической службой, с Университетом штата Джорджия и Лоуренс-Берклиевской Национальной Лабораторией (США) по изучению гидротерм и термальных полей в связи с развитием термофильных микроорганизмов.
Заместитель директора по науке Института вулканологии и сейсмологии ДВО РАН.
В 2003 году был кандидатом в члены-корреспонденты РАН по специальности «Вулканология».
Автор более 250 научных трудов, в том числе книг и авторских свидетельств на изобретения.

## Вклад в науку
Выделил и обосновал Узон-Вайотапский тип комплексного стратиформного сульфидного ртутно-сурьмяно-мышьякового, с золотом, рудопроявления, сопряженного с залежами самородной серы и выходами нефти, в кальдерных структурах с контрастным типом магматизма, проявившегося на завершающей стадии деятельности корово-мантийного магматического очага. Им разработана формационно-фациальная систематика метасоматитов и руд современных гидротермальных систем областей активного вулканизма.
Обнаружил и обосновал методом термодинамического моделирования явление периодического возникновения расплава самородной серы на дне термальных озёр.
Ввёл представление о вулканоэкологии.
Первооткрыватель современных строматитов и серно-биогенных образований («Кольца Карпова») в кальдере вулкана Узон. Разрабатывает со своими учениками новое научное направление «Гипертермофильные сообщества — как индикаторы экстремальных состояний вещества и энаргии флюидных потоков вулканогенных гидротермальных систем».
Принял участие в обнаружении на Камчатке и Курильских островах геотермальных выходов газовых струй с заметным содержанием природных фтор-хлоругле-водородов, что послужило основанием для выдвижения гипотезы о возможной вулканической природе газов, разрушающих озоновый слой Земли.
Историк вулканологии, автор книг об учёных.

## Награды, звания и премии
- Медаль «Ветеран труда»
- 1999 — Заслуженный деятель науки РФ[5]
- 2024 — Историко-краеведческая премия имени С. П. Крашенинникова[6].

## Членство в организациях и обществах
- Учёный совет Института вулканологии и сейсмологии ДВО РАН
- Научно-технический совет Кроноцкого государственного природного биосферного заповедника
- Главный редактор журнала «Вопросы географии Камчатки»
- Заместитель ответственного секретаря журнала «Вулканология и сейсмология»
- Бюро Камчатского отделения ВООП
- Международная Арктическая общественная научная ассоциаця
- Российское минералогическое общество
- Камчатское отделение РГО[7]